# Kangqiao, Zhejiang
Kangqiao är en köpinghuvudort i Kina. Den ligger i provinsen Zhejiang, i den östra delen av landet, omkring 13 kilometer norr om provinshuvudstaden Hangzhou. Antalet invånare är 42 100. Befolkningen består av 18 785 kvinnor och 23 315 män. Barn under 15 år utgör 10,0 %, vuxna 15-64 år 84 %, och äldre över 65 år 4,0 %.
Runt Kangqiao är det mycket tätbefolkat, med 6 959 invånare per kvadratkilometer. Närmaste större samhälle är Hangzhou, 8,1 km söder om Kangqiao. I omgivningarna runt Kangqiao växer huvudsakligen savannskog.
Genomsnittlig årsnederbörd är 1 869 millimeter. Den regnigaste månaden är juni, med i genomsnitt 328 mm nederbörd, och den torraste är november, med 74 mm nederbörd.